# Gründerzeit

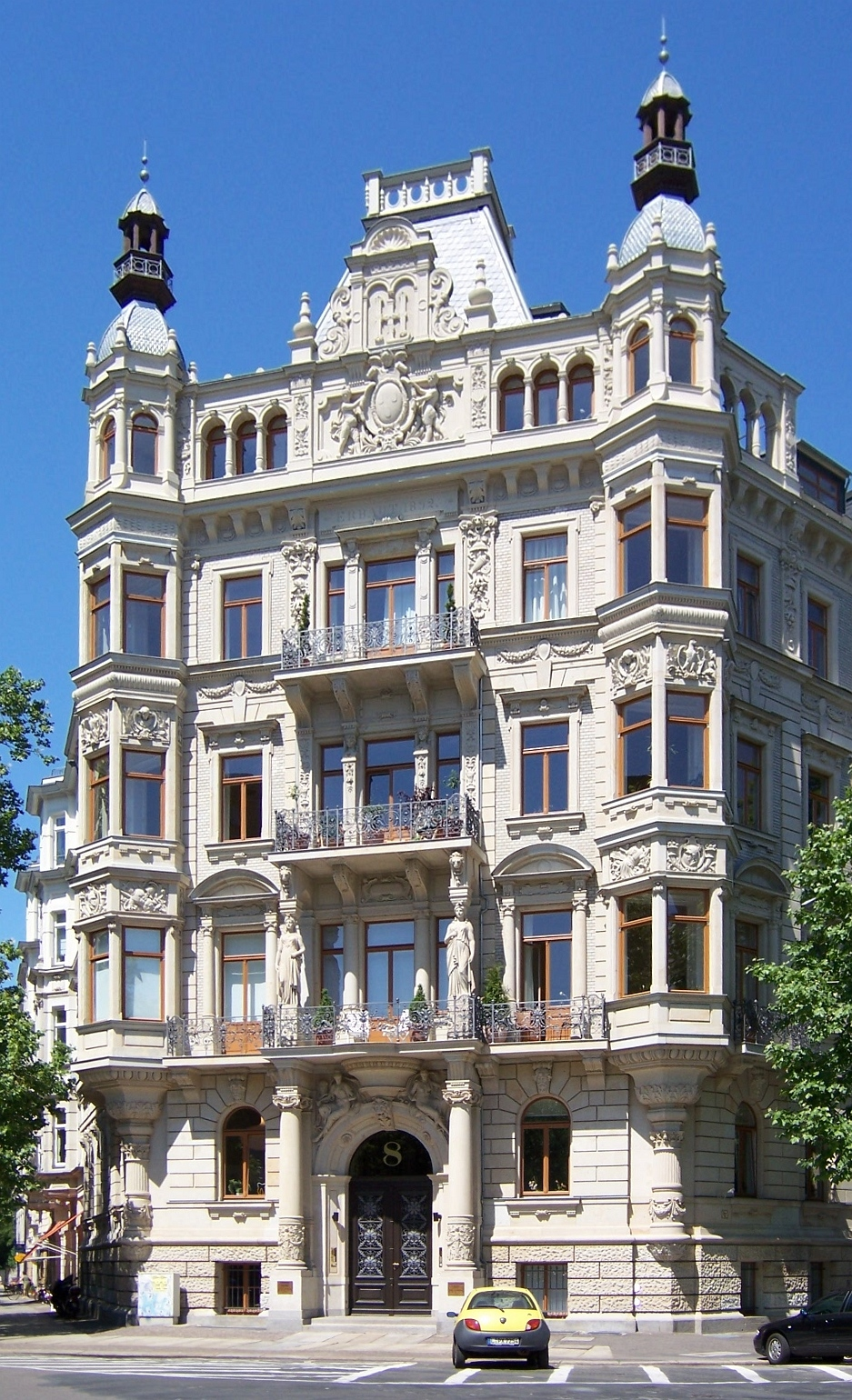
Un edificio historicista de Arwed Roßbach en Leipzig, Alemania (1892).

Gründerzeit (pronunciado [ˈɡrʏndɐˌtsaɪ̯t], en alemán "época de los fundadores"), fue una etapa económica del siglo XIX en Alemania y Austria, antes de la gran crisis económica de 1873. En esta época se estaba produciendo la industrialización en Europa Central, que empezó en la década de 1840. No se puede dar una fecha exacta de esta etapa, pero en Austria la Revolución de Marzo de 1848 se acepta generalmente como el comienzo de los cambios económicos, en contraste con las reformas políticas. En Alemania, como consecuencia de la gran afluencia de capital debido a las reparaciones de guerra francesas de la Guerra franco-prusiana de 1870-1871, y la posterior unificación alemana, se produjo un boom económico, que hizo que se describieran estos años como la "época de los fundadores."
Estos años fueron en Europa Central una época en los que los ciudadanos influían cada vez más en el desarrollo cultural. También fue la época del liberalismo clásico, aunque las exigencias políticas se satisficieron solo parcialmente, y solo en los últimos años. La industrialización también planteó desafíos estéticos, sobre todo en los campos de la arquitectura y la artesanía.
En lenguaje común el término Gründerzeitstil se mezcla a menudo con el historicismo, que fue el estilo arquitectónico predominante desde 1850 hasta 1914, lo que ha conducido a que se desdibujen los términos. En un contexto histórico se suelen llamar Gründerzeit a varias décadas. Por esta razón, Gründerzeit se usa para referirse a varias épocas; por ejemplo 1850-1873, 1871-1890, a veces 1850-1914 por la arquitectura, o a veces solo los años 1871-1873.

## Economía

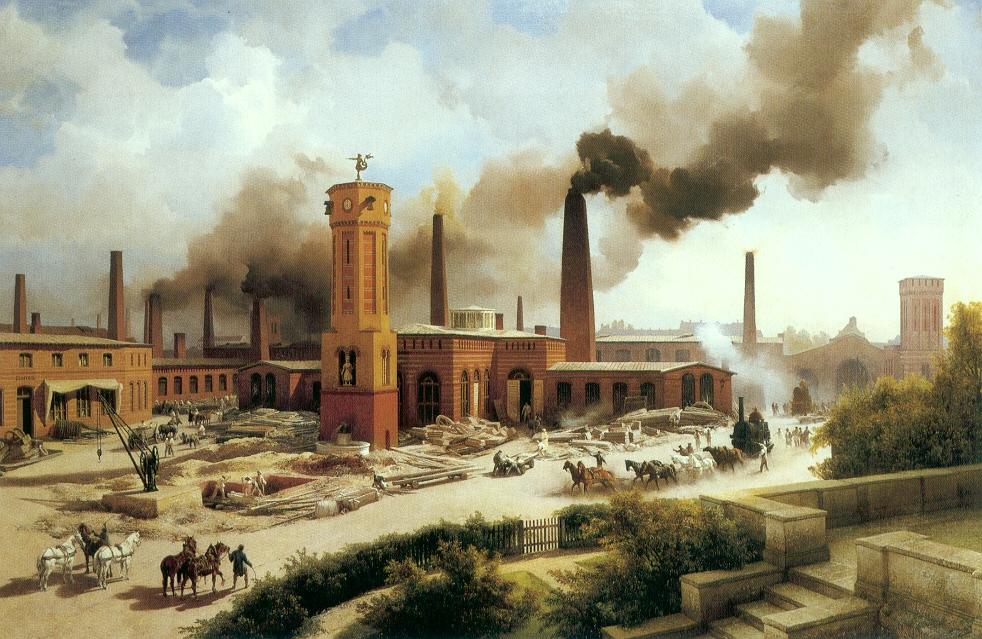
Gründerzeit se refiere sobre todo al boom empresarial de finales del siglo XIX en Alemania. En la imagen, las fábricas de máquinas y locomotoras de Borsig AG en Feuerland (Berlín), en este cuadro de 1847 de Karl Eduard Biermann.

El término alemán Gründerzeit se refiere al gran crecimiento económico de mediados del siglo XIX, cuando parecía que los fundadores de empresas (en alemán Gründer) podían hacerse ricos de la noche a la mañana. De importancia particular para el rápido desarrollo económico fue la creación de una desarrollada red de ferrocarriles. No solo fue un factor importante de la escena empresarial de la época, sino que también permitió un mayor desarrollo gracias a que facilitó mejores comunicaciones y migraciones. La emigración rural hacia las ciudades contribuyó al desarrollo del proletariado, con el consiguiente aumento de los problemas sociales en las ciudades.
El gran crack bursátil de 1873, combinado con la saturación económica debido a las enormes reparaciones francesas de la guerra, puso un abrupto final a esta fase de expansión, conocido en alemán como Gründerkrise (crisis de la época de los fundadores), que tuvo como consecuencia el estancamiento económico durante veinte años. Esta crisis hizo que el liberalismo económico perdiera terreno, y también provocó la introducción de mecanismos de control empresarial e impuestos proteccionistas.
El crack de la bolsa de Viena causó el Pánico de 1873 en los Estados Unidos, lo que provocó la Gran Depresión.

## Diseño y arquitectura

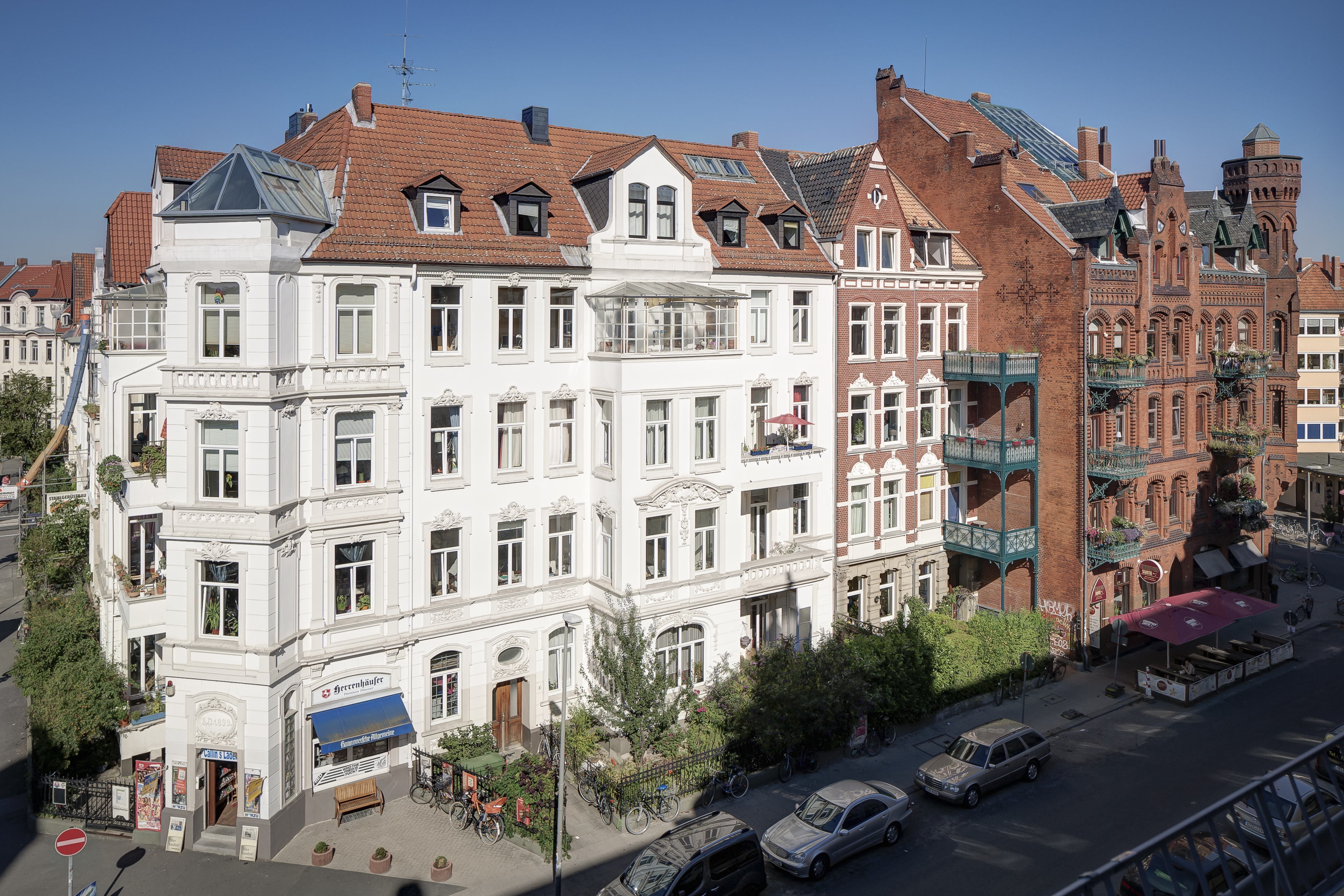
Arquitectura historicista en Nordstadt (Hanover).

Como consecuencia de la industrialización aumentó la necesidad de vivienda. En las antiguas huertas se construyeron complejos residenciales en el llamado estilo Gründerzeit, y aún hoy se pueden encontrar grandes números de edificios de esta época en las ciudades centroeuropeas. Estos edificios, que tienen entre cuatro y seis plantas, eran construidos a menudo por promotores inmobiliarios y lucían fachadas ricamente decoradas en estilos historicistas como el neogótico, neorrenacentista, renacimiento alemán y neobarroco. Estos edificios oscilaban entre magníficos palacios para los nuevos ricos e infames guetos de alquiler para las clases bajas.
Esta época fue importante también para la integración de las nuevas tecnologías en arquitectura y diseño. Un factor determinante fue el desarrollo de nuevos procesos para producir acero (el proceso de Bessemer), lo que hizo posible la construcción de fachadas de acero. Un ejemplo clásico de este nuevo estilo es el Crystal Palace, construido con acero y vidrio en 1851, revolucionario en su época y una inspiración en las décadas futuras.

## Gründerzeiten Austria

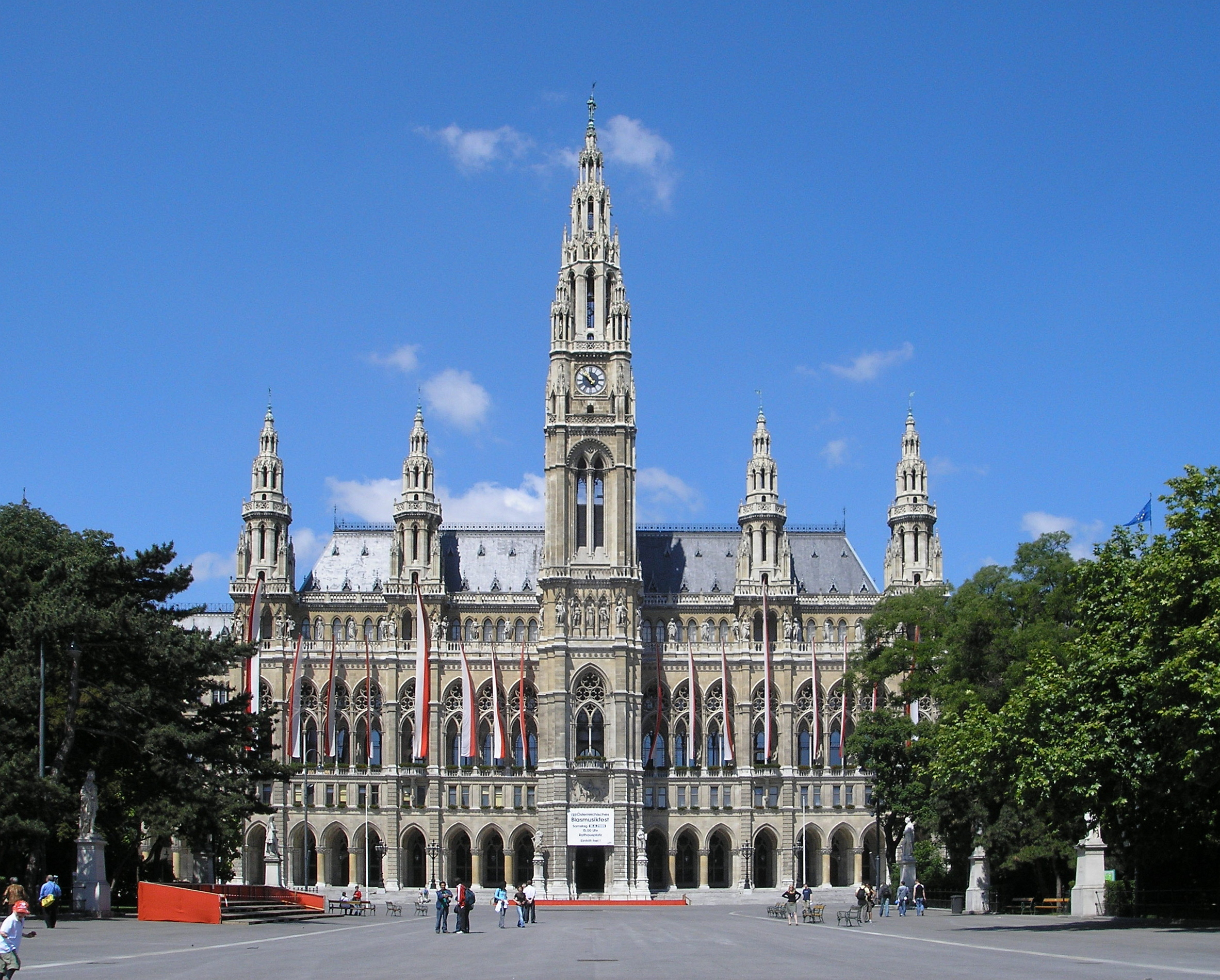
El Ayuntamiento de Viena, de estilo neogótico, construido durante la Gründerzeit.

En Austria la Gründerzeit empezó tras 1840, con la industrialización de Viena, así como las regiones de Bohemia y Moravia. El liberalismo alcanzó su cénit en Austria en 1867 durante la monarquía austro-húngara y siguió sendo dominante hasta mediados de la década de 1870.
Viena, la capital y residencia del Emperador Francisco José, se convirtió tras la revuelta fallida de 1848 en la cuarta ciudad más grande del mundo (incluidos los suburbios) debido a la llegada de nuevos residentes de todas las regiones de Austria. En el lugar donde se erigían las murallas de la ciudad, se construyó una avenida de circunvalación (Ringstraße), donde se edificaron imponentes edificios cívicos como la Ópera, el Ayuntamiento y el Parlamento. En contraste con los campesinos y el proletariado urbano, la cada vez más acaudalada clase media-alta construyó palacios y viviendas. Esto también sucedió en una escala menor en ciudades como Graz, pero en la periferia, preservando el casco histórico.

## Gründerzeiten Alemania
En la mentalidad de muchos alemanes, esta época está intrínsecamente relacionada con el káiser Guillermo I y el canciller Bismarck, pero no terminó con ellos (en 1888/1890), sino que continuó durante el reinado del káiser Guillermo II. Fue una edad de oro para Alemania, cuando se remediaron los desastres de la Guerra de los Treinta Años y las Guerras Napoleónicas, y el país competía a nivel internacional en ciencia, tecnología, industria y comercio. En esta época la clase media alemana aumentó rápidamente su nivel de vida, comprando mobiliario moderno, equipamiento de cocina y electrodomésticos.

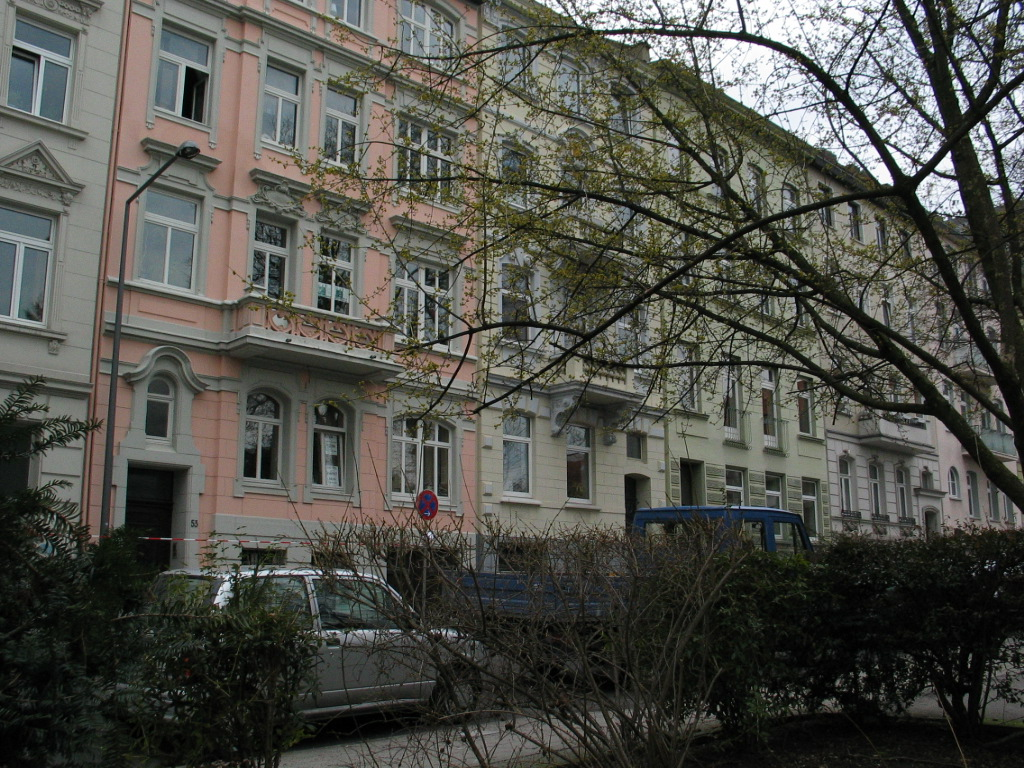
Una calle típica de Aquisgrán con edificios Gründerzeit de principios del

Los efectos sociales de la industrialización fueron los mismos que en otros países europeos: aumentó la productividad de la agricultura y se introdujeron nuevas máquinas en el campo, lo que tuvo como consecuencia una distribución polarizada de los ingresos en el campo. Los terratenientes aumentaron sus ingresos, mientras que empeoraban las condiciones de vida de los campesinos sin propiedades. La emigración, principalmente a América, y la urbanización fueron consecuencias de esto.
En las ciudades industriales, en rápido crecimiento, se construyeron nuevas viviendas para los trabajadores, carentes de confort para los estándares actuales y también criticadas por ser insalubres por los médicos de la época: "sin luz, aire ni sol", totalmente contrario a las ideas entonces prevalecentes en el urbanismo europeo. Estos oscuros y pequeños pisos se llevaron una gran parte de la culpa por el gran aumento de la tuberculosis, que también se difundió a los barrios más acomodados.
No obstante, también mejoraron las condiciones de vida de la clase trabajadora, por ejemplo la seguridad social mediante leyes que obligaban a que los trabajadores tuvieran seguro médico y seguro contra accidentes, introducidas por Bismarck en 1883/1884, y a largo plazo también con la fundación de una socialdemocracia que sería el modelo de los otros países europeos hasta la Machtübernahme de Hitler en 1933. Aún hoy el modelo de asistencia social desarrollado por Bismarck en 1873 (Reichsversicherungsordnung) continúa siendo la base contractual de la seguridad social en Alemania.